# ミゲル・ディアス＝カネル
ミゲル・マリオ・ディアス＝カネル・ベルムーデス（スペイン語: Miguel Mario Díaz-Canel Bermúdez, 1960年4月20日 - ）は、キューバの政治家。キューバ共産党第一書記（最高指導者）、大統領、人民権力全国会議代議員。
国家評議会第一副議長、閣僚評議会第一副議長を歴任。キューバ首脳部の中では強硬派と見られており、キューバ革命後に生まれた「キューバ革命未体験世代」の筆頭格とされている。日本語ではディアスカネルとの表記もある。

## 来歴
1982年、電気技師としてキューバ革命軍に入隊し、1985年に除隊した。
1985年4月、ラス・ヴィラ中央大学マルタ・アブレウ校の教授として勤務し、1987年にキューバ青年共産主義連盟に所属し、二等書記官としてニカラグアに赴任した。
1989年、キューバに帰国。1990年から1991年にかけてロベルト・ロバイナ第一書記の下で第二書記となり、同時に国家評議会のメンバーを務めた。
1993年、キューバ共産党に入党し、1994年にビジャ・クララ州党委員会第一書記に任命された。
2003年、党中央の政治局員に昇格し、同時にオルギン州党委員会第一書記に任命された。
2009年5月、高等教育大臣に就任し、2012年3月22日には閣僚評議会副議長に就任した。
2013年2月24日、国家評議会第一副議長兼閣僚評議会第一副議長に就任。
2018年4月19日、国家評議会議長兼閣僚評議会議長に就任した。
2019年10月10日、4月の新憲法で設置された大統領に選出。
2021年4月19日、共産党第8回党大会にて引退を表明したラウル・カストロに代わる第一書記（最高指導者）に選出。
2023年4月19日、議会における議員投票で97.66％の賛成を得て大統領に再選。

## 活動
- 2013年2月7日、ハバナで開催されたラテンアメリカ・カリブ諸国共同体教育相会議に出席。「各国の国民が歴史や文化について知識を得ることなしには公正な社会をつくれない」と演説し、識字率向上などの教育政策の充実を訴えた[14]。6月18日、中華人民共和国の李克強国務院総理と会談。経済・科学技術・インフラ整備・通信・教育・観光分野での協力について協議した[15]。7月、ロシアを訪問しウラジーミル・プーチン大統領と会談。プーチンに対し、対ロシア債務の90%免除を確約させた[16]。
- 2014年10月3日、日本キューバ友好議員連盟の古屋圭司衆議院議員、阿部知子衆議院議員と会談し、日本との経済関係強化について協議した[17]。
- 2015年9月、中国人民抗日戦争・世界反ファシズム戦争勝利70周年記念式典に出席して天安門広場を行進するキューバ軍を閲兵した[18]。
- 2016年5月、ベラルーシとロシアを訪問後に来日。5月31日から6月4日までの滞在期間中、安倍晋三総理との会談を行った[19]。
- 2018年11月、朝鮮民主主義人民共和国を訪問。4日-5日にかけて金正恩朝鮮労働党委員長と複数回会談を行った[20]。
- 2022年11月21日、24日から26日に中国を訪問予定とCCTVが報じ[4]、25日には習近平と会談した[21]。

## 人物

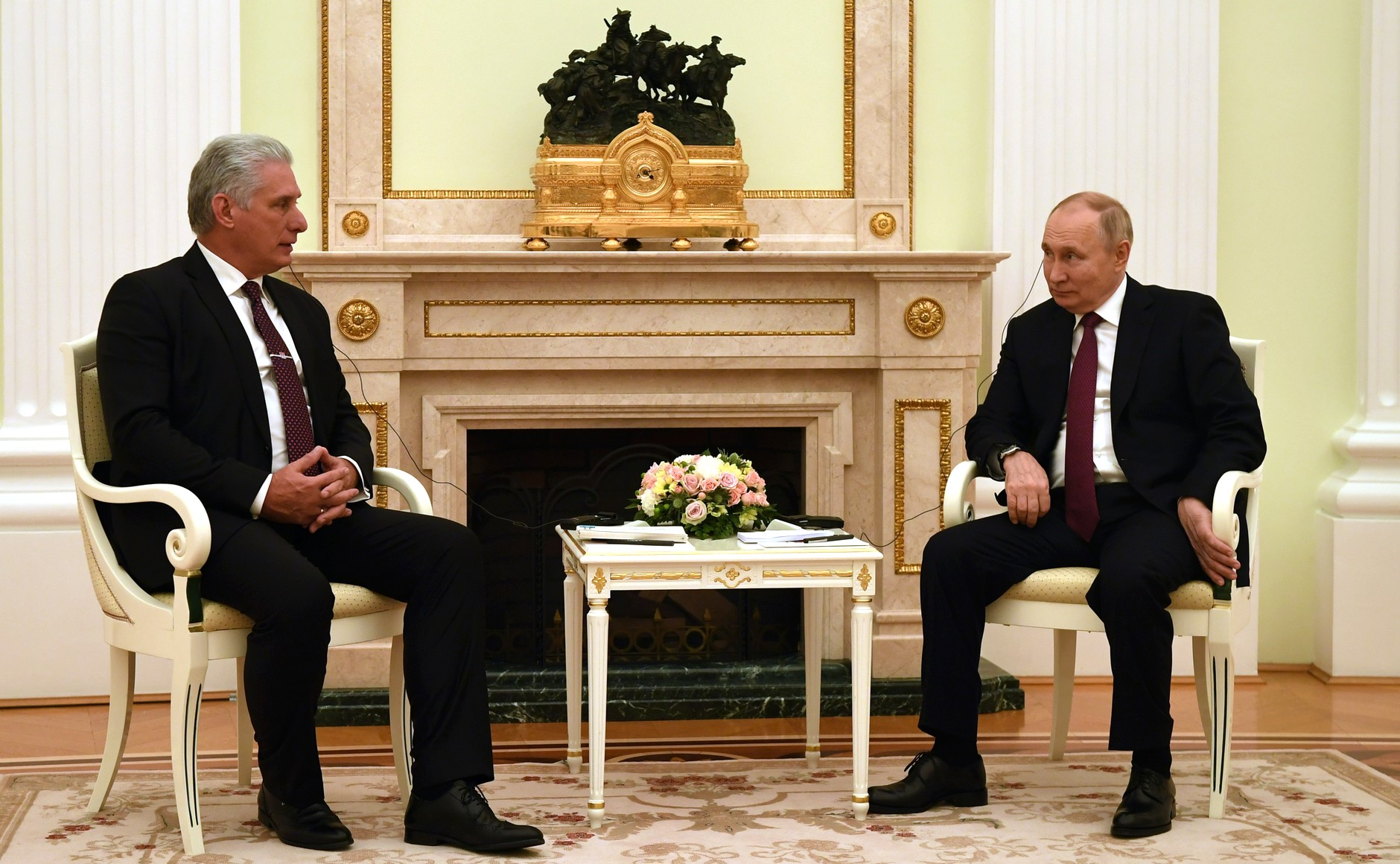
ロシアのウラジーミル・プーチン大統領（右）との会談時（2022年11月22日）

- ビジャ・クララ州党委員会第一書記時代には公務の際にもTシャツを愛用し、バイクに乗り遠出することが頻繁にあった[22][23]。
- 政治家としてはカリスマ性には欠けるが、軍部との太いパイプを持ち、経済改革の手腕を認められ、カストロ体制の後継者の地位を確立したとされている[16]。また、フィデル、ラウルのカストロ兄弟への忠誠心は高く、政権を引き継いだとしてもキューバの政治体制に大きな変化は起こらないと見られている[3]。